# Ordonnance de 1785

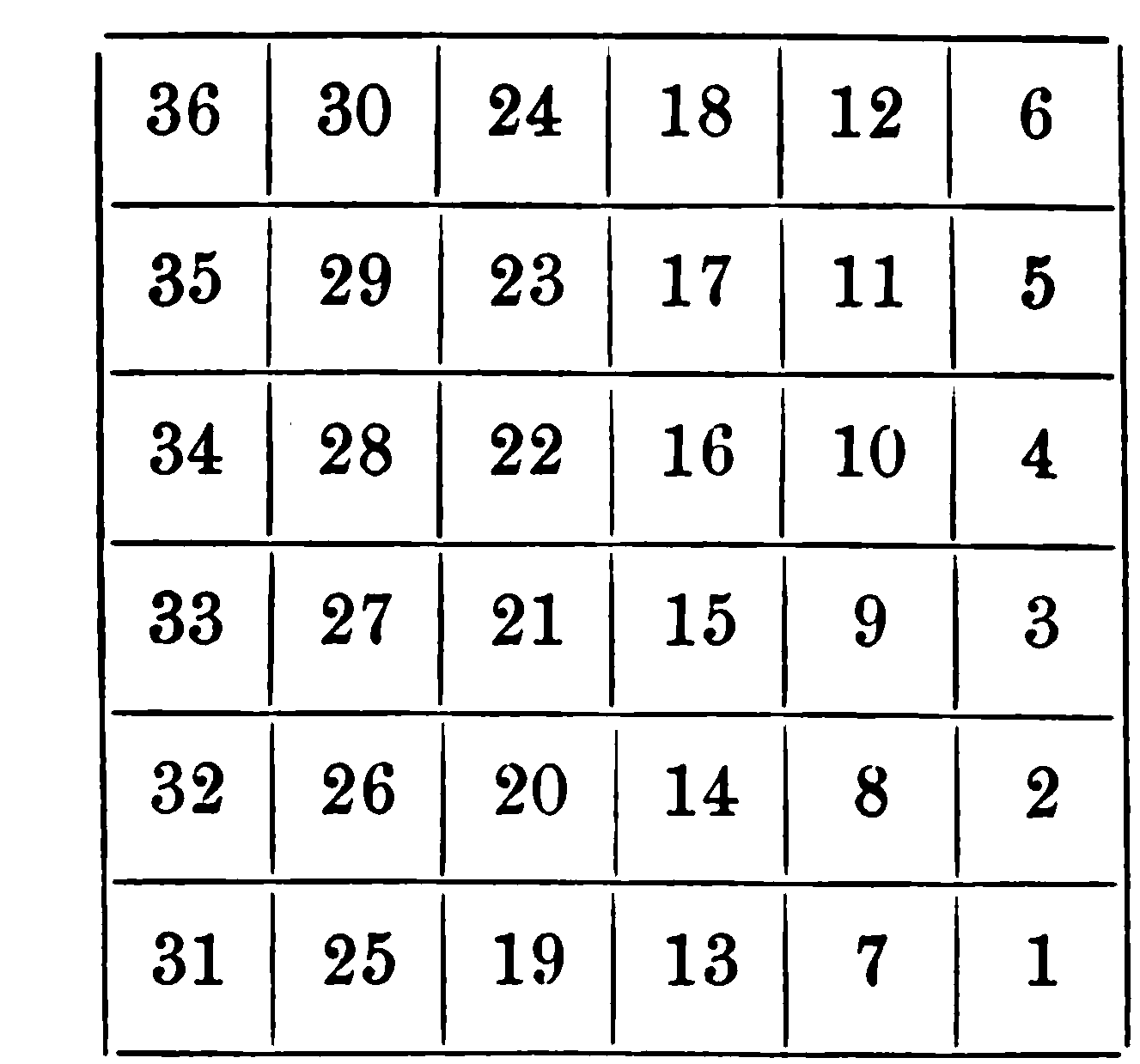
Numérotation des sections d'une ville selon l'ordonnance.

L'ordonnance de 1785 (ordonnance sur la terre) a été adoptée par le Congrès des États-Unis le 20 mai 1785. Selon les Articles de la Confédération, le Congrès n'avait pas le pouvoir de lever des impôts directs auprès des habitants des États-Unis. Par conséquent, le but immédiat de l'ordonnance était d'obtenir des revenus avec la vente de terres dans les territoires peu connus, à l'ouest des États originaux (Treize Colonies), acquis en 1783 au traité de Paris après la fin de la guerre d'indépendance (1775-1783). 

## Pratique
Les terres concernées sont divisées en zone d'études rectangulaires : lots carrés de six miles de côté, prix de vente minimal d'un dollar l'acre (4047 m2), établissement d'une école par lot.
Cette méthode va devenir la norme pour diviser en district territoriaux environ les trois quarts du territoire américain.
Les vétérans officiers et soldats de la guerre d'indépendance reçoivent gratuitement des lots. 
Certaines zones sont réservées aux Indiens, qui en ont le droit d'usage et d'occupation, mais n'en ont pas le droit de propriété.
L'ensemble des terres indiennes est réputé avoir été acquis par le gouvernement fédéral américain, par la signature de centaines de traités avec les différents peuples autochtones.